# Aeroporto di Chōfu
L'Aeroporto di Chōfu (調布飛行場?, Chōfu Hikōjō) (ICAO: RJTF) è un aeroporto situato nella città di Chōfu, nella prefettura di Tokyo, Giappone.